# Preá
Cavia aperea, também chamado de preá, pereá, piriá ou bengo, é um roedor do gênero Cavia, família dos caviídeos. Mede cerca de 25 cm de comprimento. Possuem pelagem cinzenta, corpo robusto, patas e orelhas curtas, incisivos brancos e cauda ausente. É aparentado com o porquinho-da-índia (Cavia porcellus). Possuem comportamento social, hábitos matutinos e noturnos. É encontrado na Argentina, Brasil, Colômbia, Equador, Peru, Bolívia, Paraguai, Uruguai e Venezuela. Em algumas regiões do Brasil é criado e usado como alimento.

## Etimologia
"Preá" se originou do termo tupi apere'á, do qual é uma contração. O nome original ainda aparece no nome científico da espécie, Cavia aperea.

## Hábitos
Seus hábitos são basicamente noturnos. De hábitos sociais bem marcados, o preá só abandona suas tocas à noite, em pequenos bandos, por trilhas que em geral já conhece. É arisco e evita os descampados nessas incursões noturnas em busca do capim novo e dos brotos e folhas de que se nutre. São animais herbívoros, alimentando-se normalmente de ervas, folhas secas, casca de árvore, frutas e sementes. Os baixos levantamentos de registros dessa espécie de mamífero, pode ser explicado por seus hábitos alimentares.
Algo interessante a se destacar é que os preás não consomem alface, pois o mesmo causa problemas intestinais no animal.
Certas vezes, um preá pode ficar enciumado de sua parceira, o que leva a conflitos internos no grupo.
Cavia aperea é um herbívoro e se alimenta de gramíneas e outras ervas. É diurno, principalmente emergindo no início da manhã para forragear e novamente à noite. Eles não escavam tocas,  mas sim complexos labirintos de túneis na superfície que possuem de 8 a 12 cm de largura. Possui áreas de latrinas ao lado dos trilhos, onde pilhas de excremento em formato de feijão podem ser vistas, assim como pilhas de hastes de grama cortadas.
Esta espécie é muito variável, podendo habitar pastagens secas, savanas úmidas, bosques de cerrado e matas de galeria.

## Descrição
Com características comuns à sua família, é natural nessas espécies a ausência de cauda e a presença de pelos densos, mas sem espinhos na cobertura do corpo. O preá possui o canal dos dentes abertos, o que provoca o crescimento deles. Acompanhadas de grandes unhas afiadas, as patas traseiras possuem três dedos e as dianteiras quatro.
O animal é completamente herbívoro e sua principal fonte de energia é o capim. Até por conta disso, é comum ser encontrado próximo a riachos, brejos, córregos e rios.

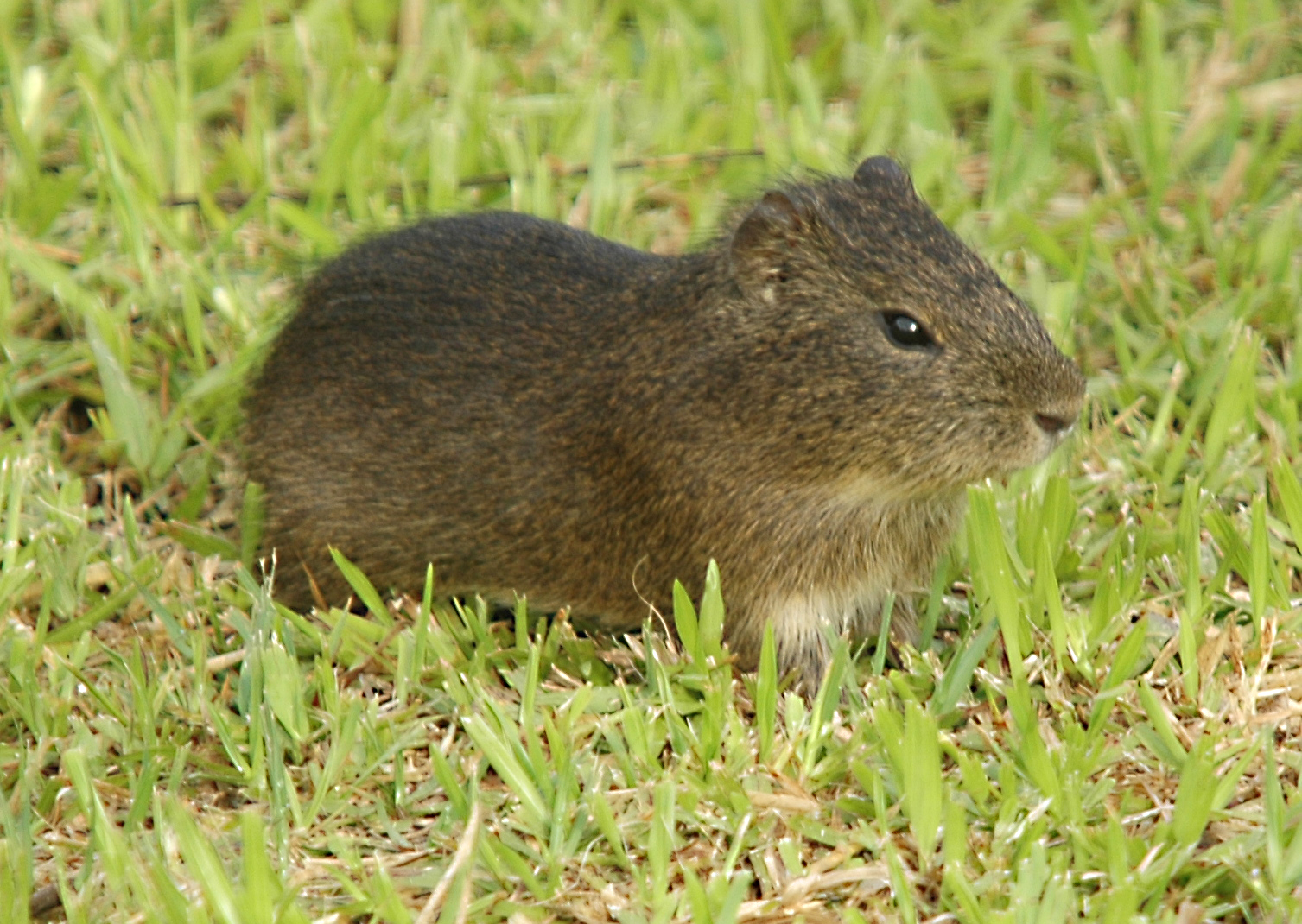
Cavia aperea

Ainda nessas regiões é comum vê-los construir os ninhos próximos de moitas. Lá, realizam a reprodução. O período de gestação dura dois meses, aproximadamente, e, em média, nascem dois filhotes. Em cada grupo, cinco a dez indivíduos definem uma liderança através de uma hierarquia bem definida.

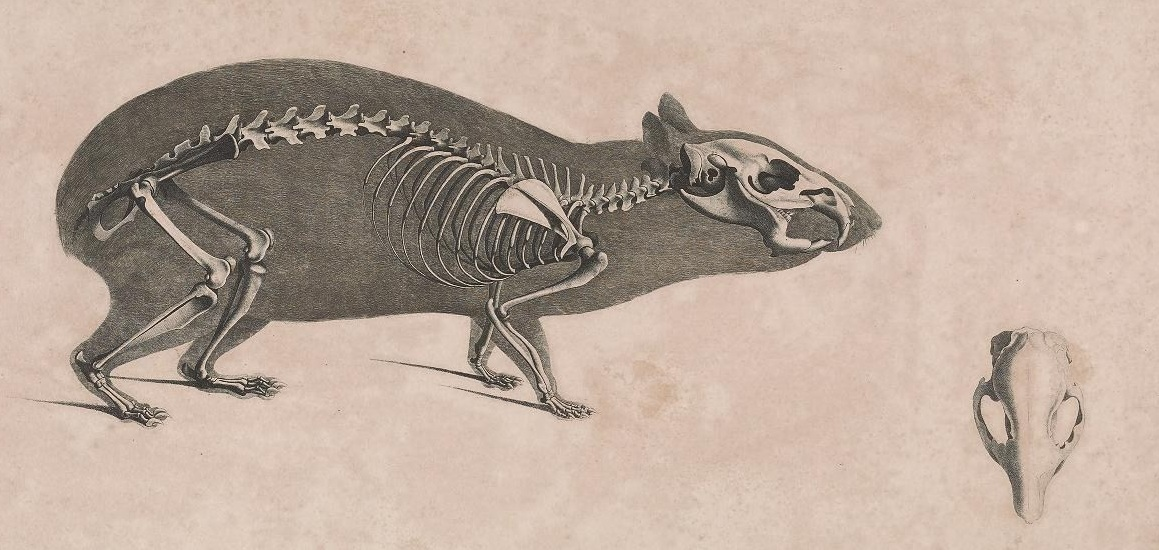
Osteologia do cavia aperea

|    | Dados biológicos                | Quantificação         |
| -- | ------------------------------- | --------------------- |
| 1  | Maturidade sexual               | 55-90 dias            |
| 2  | Período de gestação             | 59-75 dias(média 68)  |
| 3  | Cio                             | 12-18 dias            |
| 4  | Duração do cio                  | 6-11 dias             |
| 5  | Retorno do cio pós-parto        | 6-8 dias              |
| 6  | Época de cruzamento             | Ano todo              |
| 7  | Idade mínima para acasalamento  | 12 semanas            |
| 8  | Peso no nascimento              | 60 a 100 gramas       |
| 9  | Peso do adulto                  | 500 a 600 gramas      |
| 10 | Peso máximo alcançado           | 1.5 quilogramas       |
| 11 | Tamanho quando adulto           | 25 a 30 centímetros   |
| 12 | Quantidade de crias por ninhada | 2-3 filhotes          |
| 13 | Idade de desmama                | 14-20 dias            |
| 14 | Início da alimentação sólida    | 1-5 dias              |
| 15 | Vida útil da fêmea              | 2-4 anos              |
| 16 | Vida útil do macho              | 4 anos                |
| 17 | Frequência respiratória         | 69-104 por minuto     |
| 18 | Batimentos cardíacos            | 260-400 por minuto    |
| 19 | Média da pressão sanguínea      | 81-90mm               |
| 20 | Temperatura corporal            | 38.5 graus            |
| 21 | Leucócitos                      | 10.000/mm3            |
| 22 | Hemácias                        | 4,5-7 milhões por mm3 |
| 23 | Hematócrito                     | 42%                   |
| 24 | Hemoglobina                     | 12,35%                |

## Doenças
Os preás são animais resistentes às doenças porém, podem sofrer de algumas enfermidades. Normalmente quando o animal está doente ele se torna triste e seus pêlos ficam secos e arrepiados. Dentre as que podem eventualmente aparecer numa criação estão as seguintes:

### Bacterianas
1. Salmonelose: produzida pela Salmonella Typhi (a mais comum, ainda que também por outros tipos de Salmonella com sintomatologia muito similar). É uma enfermidade que se difunde rapidamente produzindo alta mortalidade, principalmente para os animais em crescimento. É provavelmente a mais letal de todas as enfermidades dos preás.
2. Pseudo tuberculose: Produzida pela Yersinia pseudotuberculosis. É uma enfermidade crônica caracterizada por nódulos sebosos, especialmente nódulos linfáticos e víscerais. Geralmente é contraída pela boca. As lesões individuais iniciam-se com pequenos focos necróticos que vão aumentando de tamanho até sobressaírem na superfície do órgão ou glândula e quando cortados apresentam um pus fluido, espesso e denso.[9]
3. Pneumonia: Enfermidade respiratória causada por bactérias, provavelmente a mais comum, principalmente em se tratando dos preás de laboratório. Produzida pela Klebsiella pneumoniae, Pasteurella Multocida, Bordetella bronchiseptica, Streptococcus pyogenes. Os sintomas são espirros, olhos lacrimejantes, tosse, além do decaimento do animal. É uma enfermidade contagiosa, sendo necessária a separação dos animais afetados e às vezes até a destruição da colônia e um recomeço com um novo grupo de animais.
4. Abscessos subcutâneos: Enfermidades também comuns nos preás, causadas por qualquer um dos variados gêneros de bactérias.
5. Linfadenite cervical: Também bastante comum, é causada pelo Streptococcus.[9]

### Virais
1. Adenite Salival: Inflamação e irritação das glândulas salivares, também conhecida como parotidite. A enfermidade é simples e o animal se recupera completamente entre 7 e 14 dias.
2. Coriomeningite: Raramente ocorre em porquinhos-da-índia.
3. Paralisia Infecciosa: Debilidade e paralisia gradual das extremidades, especialmente dos membros traseiros, podendo-se também paralisar a bexiga.
4. Miosite Infecciosa: Inflamação e edema nas patas traseiras. Não se sabe ao certo qual o vírus que a produz, podendo ser de origem dietética ou hereditária.[9]

### Parasitárias
Nos preás é muito difícil o aparecimento de parasitos internos. Já os ectoparasitos, ou seja, parasitos externos, são encontrados com facilidade inclusive em animais de laboratório.
1. Piolhos – Vivem sobre as escamas da pele, causando irritações consideráveis. Geralmente aglomeram-se ao redor das orelhas e ocasionam áreas nuas em consequência das picadas. É muito difícil a eliminação completa dos piolhos, mas são controlados através de submersão e pulverização com inseticidas apropriados.
2. Ácaros e insetos : Os animais criados em laboratórios raramente são infestados por ácaros. Porém quando a criação é doméstica os preás estão mais propensos ao ataque dos parasitas. O controle é fácil e realizado através de submersão e pulverização em solução sarnicida e inseticida, as quais, se usadas em dosagem correta, não provocam nenhum tipo de toxidade aos animais.[9]
3. Coccideose: Os protozoários vivem no intestino e  aí se reproduzem com velocidade, matando células epiteliais e deixando uma superfície ulcerada, inchada e sangrando, não permitindo que o intestino funcione normalmente. Os animais recuperados normalmente são imunes, mas são portadores e a transmissão se dá pelas fezes de outros animais da mesma espécie.[9]
4. Mucormicose: O causador e um bolor concentrado sobre o feno e forragem. Os únicos sintomas geralmente observados são causados por infecção dos nódulos linfáticos do mesentério pelo fungo, dando origem a uma grande massa benigna no abdome.[9]

### Carência de vitaminas
1. Escorbuto: É a deficiência da Vitamina C. O escorbuto provoca um transtorno no tecido conjuntivo produzindo hemorragias, especialmente ao redor das costelas e articulações, assim como rigidez nas partes traseiras com inflamação e hemorragia na planta das patas. Os principais sintomas são dificuldade para andar, perda de peso constante e pelo sem brilho. Com o tempo aparecem articulações inflamadas e gengivas sangrando ao redor dos dentes que ficam soltos.[9]

## Reprodução
Com dois a três meses de idade esse animal já está apto a se reproduzir, por isso, é conveniente separar os sexos na época da desmama. Para o macho, o ideal é iniciar a idade reprodutiva com oito meses de idade e para a fêmea a partir dos cinco meses.
O cio do prea dura entre seis e onze dias. Quando ocorre o cruzamento, a fêmea entrará num período de gestação média de 68 dias. Quando os filhotes nascem (média de 2 a 3), a fêmea pode novamente entrar no cio em seis a oito horas após o parto. No período de gestação é muito importante tomar cuidado com as fêmeas, evitando o seu manuseio. Pode ocorrer ocasionalmente partos prematuros onde a fêmea venha a perder parte ou todos os filhotes. Isto pode ocorrer por vários fatores, veja a seguir alguns deles:
- Número grande de animais na mesma gaiola;
- Manipular muitas fêmeas gestantes;
- Brigas, sustos ou trasporte longos;
- Cruzar fêmeas jovens;
- Frequência demasiada de cruzas
- Outro fator importante na reprodução é a alimentação, que deve ser racional e de acordo com as necessidades das fêmeas gestantes.[9]

## Participação na cadeia alimentar
Tratando-se de sua participação na cadeia alimentar,este pequeno animal pode servir de alimento à mamíferos maiores,como por exemplo a jaguatirica. É predado também por aves de rapina, cobras, canídeos e felinos selvagens, bem como cães e gatos domésticos de propriedades rurais.

## Subespécies
São reconhecidas as seguintes subspécies:
- Cavia aperea anolaimae (Colômbia)
- Cavia aperea guianae (Venezuela e Guiana)
- Cavia aperea nana (Bolívia)
- Cavia aperea festina (Peru)
- Cavia aperea hypoleuca (Paraguai)
- Cavia aperea osgoodi (Peru)
- Cavia aperea pamparum (Argentina e Uruguai)
- Cavia aperea resida (Brasil)
- Cavia aperea sodalis (Bolívia)
- Cavia aperea northiski safade (Brasil)

## Cultura popular
Pode-se lembrar desse mamífero em uma grande obra de Graciliano Ramos, ''Vidas Secas''. Em um dos capítulos, Baleia, personagem descrita no livro como animal de estimação da família, sonha à beira da morte com o seu paraíso. Esse paraíso para ela, era ''um mundo cheio de preás'', assim os roedores serviriam de alimento para ela e para a família e eles então não sofreriam com a fome instalada pela seca. Vale lembrar que a história se retrata no interior do nordeste brasileiro, local onde este tipo de roedor é encontrado.

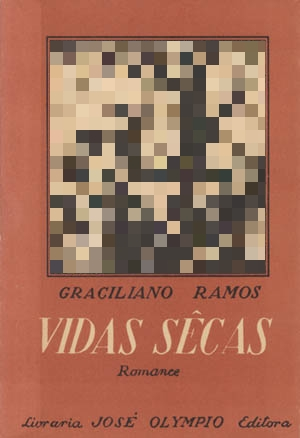
Capa do livro vidas secas de Graciliano Ramos

## Status
O preá brasileira tem uma ampla gama e nenhuma ameaça particular foi identificada. É uma espécie comum com uma população estável e, além de viver em cerrados, é capaz de se adaptar a habitats fechados,como a mata atlântica no sul da Bahia, nessa região se encontra ameaçado de acordo com a lista vermelha da Bahia . Por estas razões, a União Internacional para a Conservação da Natureza classificou o seu estado de conservação como "menos preocupante".